# El Abiodh Sidi Cheikh

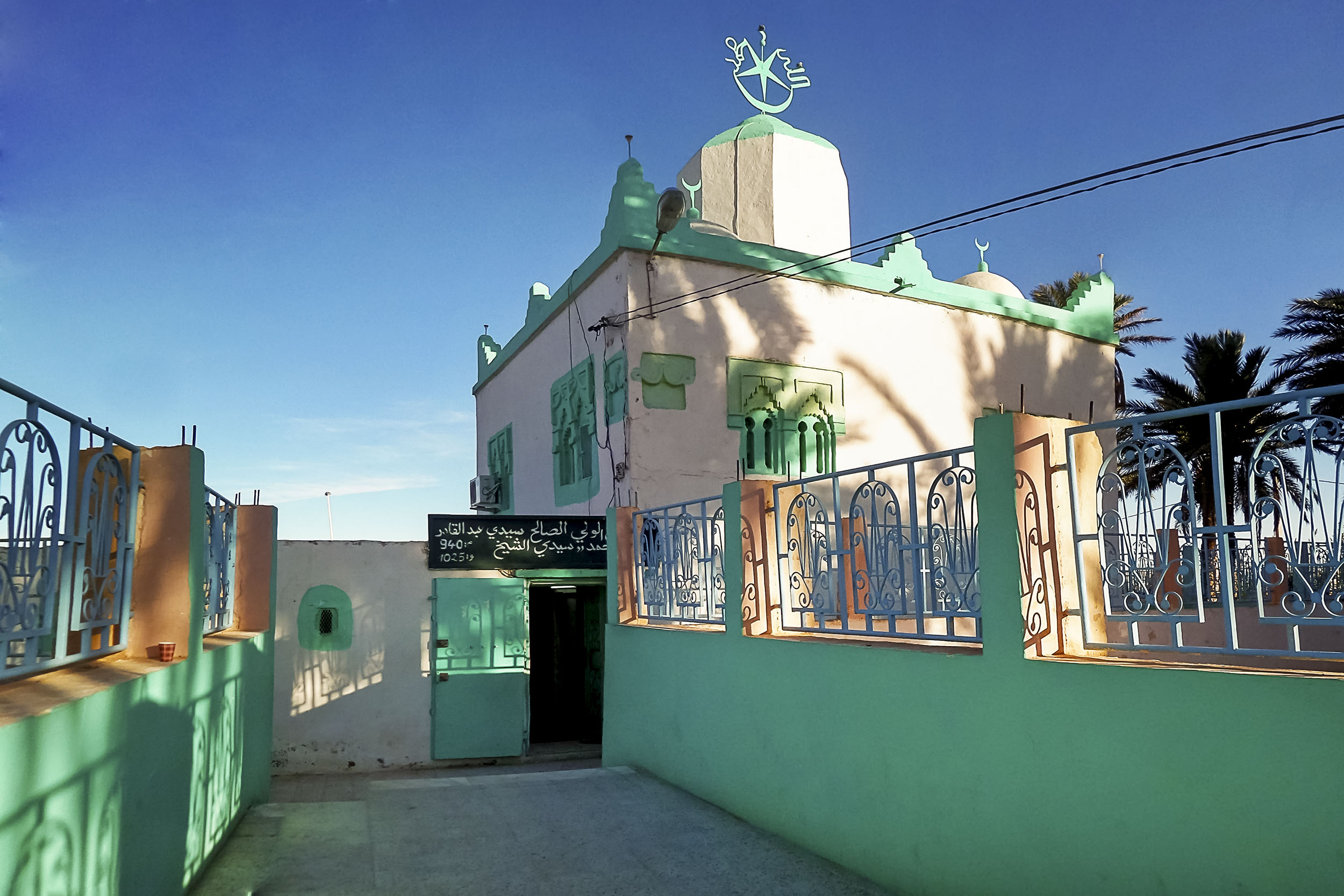
Mausoléu de Sidi Abdelkader Ben Mohamed (Sidi Sheikh)

El Abiodh Sidi Cheikh é uma localidade da Argélia pertencente ao vilaiete de El Bayadh, situada 63 km a sueste da cidade de El Bayadh, na margem do rio Oued Abiod.
Nesta localidade elevam-se cinco kşurs (construções de adobe) e o túmulo de Sidi Cheikh, que viveu no século XVII. A koubba edificada sobre este último foi destruída em 1881 pelo então coronel francês Oscar de Négrier, durante a insurreição do Sud-Oranais, tendo sido posteriormente reconstruida.